# 彰化縣城之役 (1862年)
彰化縣城之役，戴潮春事件系列戰役之一，發生於臺灣清領時期同治元年（1862年）農曆三月十七日至二十日，此役戴潮春佔領彰化縣城。

## 背景
清領時期，朝廷以臺灣孤懸海外，唯恐將領叛亂擁兵自重，全島駐軍編制不多，甚至18世紀乾隆朝之後，全臺人口大量增長，駐軍數量調整幅度亦不高:375-378，官民比例失衡導致有治安不佳的問題，所以當地方若有武裝械鬥衝突，政府多要求地方豪族出「團練」協助鎮壓，自嘉慶年間蔡牽事件後，透過民間自組「團練」、「聯境」參與城防、隨同營兵征戰的現象日益普遍。:172-175戴潮春事件即為臺灣中部諸位具有「團練」武裝勢力的豪族，不滿政府取締，豎起紅旗，群起作亂的事件。

## 前哨戰
同治元年（1862年）春，戴潮春與天地會眾群起在彰化縣大墩一帶起事。適逢臺灣道道員孔昭慈春巡來彰化縣城停駐，孔昭慈指示淡水撫民同知秋曰覲與臺灣鎮總兵林得成南下率兵平亂，秋曰覲諭令四塊厝豪族林日成、阿罩霧豪族林奠國率勇協助鎮壓。三月十五日，林日成忽然舉兵倒戈，轉與戴潮春聯手，致使官軍潰敗，淡水同知秋曰覲被殺、臺灣鎮總兵林得成被俘。三月十七日，戴潮春揮師南下，進攻臺灣道員孔昭慈所在的彰化縣城，林日成則持續追殺林奠國，林奠國只得退守至根據地阿罩霧抵抗（即阿罩霧戰役）。

## 過程

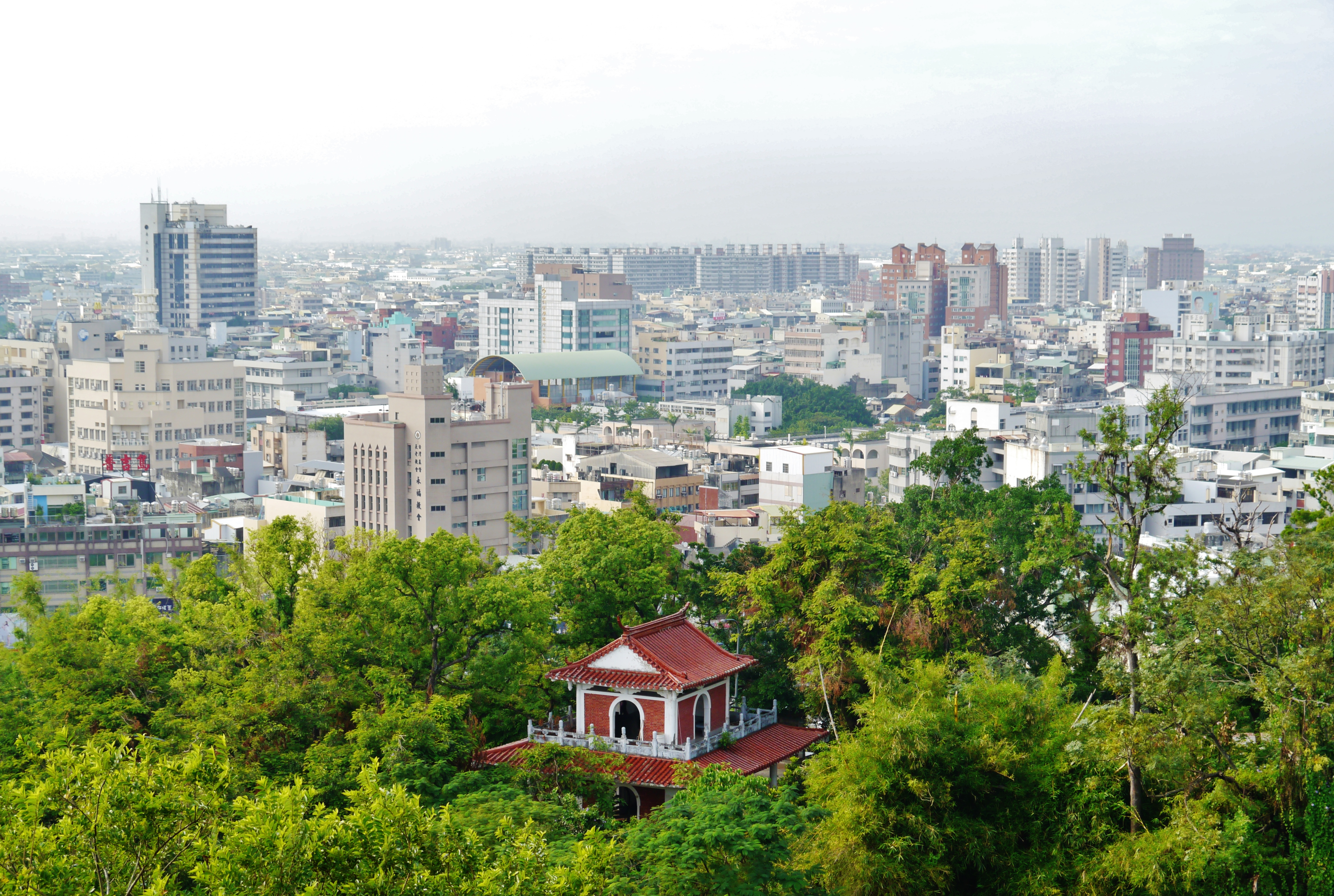
從八卦山俯瞰的彰化市（舊彰化縣城）市景。

同治元年（1862年）三月十七日起，戴潮春、鄭玉麟、黃丕建、戴彩龍、葉虎鞭一眾攻城，秋曰覲的戰敗，使城中僅剩三百名老弱扼守城中，屬都司胡松齡、千總呂騰蛟營軍所領。當是時，戴潮春等眾盤據八卦山，居高臨下，縣城內一舉一動悉在洞察之中，臺灣道孔昭慈、嘉義營參將夏汝賢、紐成標等槍砲齊施、擊斃敵軍多名，無奈敵勢漸眾，堅守兩日後，因彰化縣城內多為漳州籍人士，不少與戴軍相熟，乃至勾結。
兩軍對峙期間，幕友汪季銘（《戴案紀略》作汪寶箴）力勸孔昭慈衝出城外、避守鹿港，而孔昭慈深信鹿港民練首領施九挺必會率勇來救，故不採納汪季銘建言，但至二十日彰化城破，終不見施九挺蹤跡。
孔昭慈撥款千餘元予千總呂騰蛟犒軍守城，由金萬安局總理林明謙（林大狗）抽成，分撥予民兵，但呂騰蛟僅零散發錢，令軍心鬆懈，另有王萬等七、八人竄入城內，與兵勇鬥毆，被官兵制止，林明謙乃令王萬等隨兵勇守城來贖罪。王萬又自告奮勇，願代官軍出城與戴軍議和，竟獲孔昭慈同意，後王萬攀繩出城，戴軍果真停止攻擊，林明謙便向孔昭慈通報，叛軍願意接受招撫、同意退兵，孔昭慈採信林明謙所言，便遣散守城將士返家休息。:636-637
三月十九日深夜，王萬事前串通衙役陳在、何有章等為內應，在黎明前開東門引入戴軍。三月二十日，戴軍黎明入城，先與營兵巷戰，後擊敗清兵，順利佔領彰化縣城。入城巷戰交戰過程之中，陸路提兵李得志率十餘名士兵迎戰，力竭被敵軍所逮，戴軍逼問「銀庫何在？」李得志便假意引路至火藥局，後點燃火藥，數百名匪軍登時血肉紛飛，李得志亦屍骨無存。戴軍身披紅巾為幟，自稱「紅英兄弟」，城內百姓便於家戶門口安放香案、身披紅布纏身，以示歸順。

## 對官軍處置
三月二十一日，戴潮春入城，官兵被囚於金萬安局內。鄭玉麟提南投縣丞鈕成標來見，因鈕成標曾奉旨清莊，會黨兄弟深恨之，與經歷姚茲、軍功戴嚴厚一併處死；前任彰化知縣高廷鏡、馬慶釗等，戴潮春手書「清官放回」四字，得以保全逃回鹿港。時任彰化知縣雷以鎮因持齋，手持金剛經避走菜堂，亦獲戴潮春釋放。戴潮春寡嫂羅氏亦是齋教徒，羅氏曾死諫戴潮春不得起兵，據稱因此一緣由，但凡逃入菜堂者，皆可免於一死。而嘉義營參將夏汝賢在擔任北路協副將期間，與戴潮春交惡、互有仇怨，被困樓中，凌辱至死。:636-637
彰化城圍，孔昭慈對鹿港施九挺遲遲未率兵勇救援，深有所怨，未久仰藥自盡；總計彰化縣城失守一役，清軍營兵林紹芳等戰死者 97 人，胥役黃彬等殉難者 43 人。
鹿港民練首領施九挺、彰化人楊懷寶與天地會的鄭玉麟不睦，施、楊兩人後在彰化縣衙處被天地會慘殺。

## 戰後
- 戴潮春佔領彰化縣城後，漳人進出無礙、但泉人出入屢遭搶劫，未免漳泉間分類械鬥，採納葉虎鞭、黃丕建的建議，針對城中泉人，許以三日，讓泉人出城，禁止濫殺，並一路由葉虎鞭（泉籍）護衛出城[8]:638，泉人大都逃往白沙坑（今花壇鄉）或鹿港，城內泉人一空。[9]
- 臺灣北路協中路營軍此役指揮官都司胡松齡、千總呂騰蛟均逃脫至鹿港，參與抵禦戴潮春軍隊追剿的鹿港聯庄戰役。[3]

- 戴潮春後發動進攻鹿港的戰役，並協助大甲土城的王和尚抵禦來自竹塹的官軍練勇（即張世英與林占梅）[3]；同年五月讓予林日成入主縣城。林日成為四塊厝一帶大地主，其武裝勢力甚至凌駕於戴潮春嫡系之上，戴潮春經評估之後，放棄彰化縣城，前往嘉義縣，另行率軍攻打斗六門。[6]